# Pianoconcert (Abrahamsen)
De Deense componist Hans Abrahamsen voltooide zijn Concerto voor piano en orkest in 2000. 
Abrahamsen lichtte toe dat alhoewel het enige tekenen van romantiek heeft, het geen programmatische muziek is, noch gezien kan worden als een concerto in haar klassieke vorm. Het werk kent vier delen:
1. Allegro volante e nervoso
2. Adadio innocente e semplice
3. Tempo de grande goia
4. Fluente ma tranquillo

De karakters van de delen zijn omschreven in de titels (nerveus, naïef en eenvoudig). Opvallend aan het werk is dat de pianist gedurende de eerste drie delen constant aan het spelen is en eigenlijk geen rust heeft. In het slotdeel is er meer interactie; de solist moet meer naar de begeleiding luisteren. Romantiek vindt men ook in een teruggreep op de muziek van Gustav Mahler, wanneer de trompet diverse keren een cis speelt; in de partituur ondersteund door “Zoals Mahler”.
Het werk ging in 2000 in première tijdens het muziekfestival Ultima in Oslo. Soliste was Abrahamsens levenspartner Anne Marie Abildskov (aan wie het is opgedragen) begeleid door het BIT20 Ensemble (opdrachtgever) onder leiding van Susanna Mälkki.   
Orkestratie:
- 1 solopianist
- 1 fluitist (voor piccolo, dwarsfluit en altfluit)
- 1 hoboïst (voor hobo en althobo)
- 2 klarinettisten (voor esklarinet, klarinet en basklarinet)
- 1 fagottist (voor fagot en contrafagot)
- 1 hoornist (hoorn)
- 1 trompettist (trompet)
- 1 trombonist (trombone en bastrompet)
- 3 percussionisten (diverse percussieinstrumenten)
- 1 harpist (harp)
- 1 gitarist (akoestisch gitaar)
- 1 pianist (elektrische piano, celesta)
- violisten, altisten, cellisten, contrabassisten.

Het werk werd minstens twee keer op plaat vastgelegd:
- Anne Marie Abildskov, BIT20 Ensemble, onder leiding van Ilan Volkov (2002, Dacapo Records)
- Tamara Stefanovich, WDR Sinfonieorchester Köln onder leiding van Jonathan Stockhammer (ca 2015, Winter & Winter).

Abrahamsen schreef rond 2014 een tweede pianoconcert getiteld met de titel Left alone; het is een pianoconcert waarbij de solist alleen de linkerhand (left) gebruikt; de componist heeft zelf een gemankeerde rechterarm.